# Districtul Schwalm-Eder
Districtul Schwalm-Eder-Kreis (în germană Schwalm-Eder-Kreis) este un district rural (Landkreis) din landul Hessa, Germania.